# Mammad Alakbarov
Mammad Alakbarov (en azéri: Məmməd Həmid oğlu Ələkbərov; né en 1899 à Lankaran, district de Lankaran et mort le 7 février 1959 à Bakou) est un homme d'État et éducateur azerbaïdjanais-soviétique, ministre de l'Éducation de la RSS d'Azerbaïdjan (1947–1952).

## Formation
Mammad Hamid oghlu Alakbarov est né à Lankaran en 1899 dans une famille paysanne. Il étudie à l'école "Behcet" russo-tatare (azerbaïdjanais) à Lankaran..
Il travaille dans la pisciculture de son cousin jusqu'en 1920. Après l'établissement du pouvoir soviétique en Azerbaïdjan, il termine le cours de formation des enseignants et est envoyé à l'école primaire d'Astrakhanbazar (aujourd'hui Djalilabad).

## Activité pédagogique
En 1921, Mammad Alakbarov commence à travailler à l'école numéro 5 à Lankaran. Il étudie à l'Institut pédagogique de Bakou en 1923-1926. Il enseigne à Balakhani, à Bortchali. Il occupe le poste du chef du département de l'éducation publique dans la région de Guba.
En 1928, Mammad Alakbarov est employé au bureau du Commissariat du peuple à l'éducation de la RSS d'Azerbaïdjan et travaille comme méthodiste, cadre responsable et directeur adjoint de l'administration des écoles primaires et secondaires. En 1939, il travaille comme directeur adjoint de l'Institut de formation des enseignants, et en 1941, il est transféré à ce poste.Mammad Alakbarov reçoit le titre honorifique Enseignant d'école honoré de la RSS d'Azerbaïdjan.

## Travail administratif
En 1943, Mammad Alakbarov devient directeur de l'Institut pédagogique d'État d'Azerbaïdjan et, à partir de 1944, il est commissaire adjoint de l'éducation publique de la RSS d'Azerbaïdjan.
En 1947, il est nommé ministre de l'Éducation publique de la RSS d'Azerbaïdjan, et occupe ce poste pendant cinq ans. Ensuite il est désigné vice-président du Conseil des ministres de la RSS d'Azerbaïdjan. En 1950, Mammad Alakbarov obtient le diplôme de candidat en sciences philologiques et a écrit des articles sur la méthodologie de l'enseignement de la langue et de la littérature azerbaïdjanaises. Ses Travaux d'écriture dans les écoles secondaires et secondaires incomplètes (1940), Méthode de lecture à l'école primaire (1940) et d'autres livres sont publiés. Depuis 1953, il est nommé ministre de la Culture de la RSS d'Azerbaïdjan.
Mammad Alakbarov est récompensé par l'ordre et les médailles de la Bannière rouge du travail.